# Darß-Festspiele
Die Darß-Festspiele finden seit 2003 auf der Ostseehalbinsel Darß statt. Im Sommer 2009 wechselten sie ihren Spielort von Wieck a. Darß nach Born a. Darß. Auf der Freilichtbühne werden jährlich Theaterstücke in einer Theatereigenproduktion in hoch- und plattdeutscher Sprache sowie Gastspiele und Events präsentiert.

## Geschichte und Hintergrund
Die Gründung der Darß-Festspiele reicht zurück ins Jahr 2003, mit dem Ziel, Kunst und Kultur auf dem Darß zu fördern und einem breiten Publikum zugänglich zu machen. Die Initiative ergriffen lokale Kulturschaffende, die die natürliche Kulisse der Ostseehalbinsel als perfekte Bühne für kulturelle Darbietungen erkannten. Seitdem haben sich die Festspiele zu einem jährlichen Treffpunkt für Künstler und Kulturbegeisterte aus dem ganzen Land und darüber hinaus entwickelt. Die Freilichtbühne verfügt seit 2017 über ein festes Dach.

## Bühnengelände
Das Areal der Darß-Festspiele befindet sich hinter dem Gebäude der Alten Oberförsterei an der Chausseestraße 64. Dieser Ort ist der älteste administrative Sitz auf dem Darß, errichtet im Jahr 1780. Heute beherbergt das Gebäude das Forst- und Jagdmuseum Ferdinand von Raesfeld, das Darß-Archiv sowie diverse Ausstellungsräume. Das Ambiente dient auch als Kulisse für die Aufführungen des Borner Dorfensembles, für Ereignisse des Darß-Archivs und für Filmvorführungen im Rahmen der Darßer NaturfilmNächte. Die Baulichkeiten werden zudem von Schulklassen, Volkssolidaritäten und Vereinen als Ausflugsziel aufgesucht. Ein Bestandteil ist die Bühne der Darß-Festspiele.
Die Naturbühne, ein trapezförmiges Stück, breitet sich über 30 Meter aus und geht 25 Meter in die Tiefe. Eingerahmt wird sie von Pferdekoppeln und Wald.

## Programm
Bisher waren verschiedene Episoden der „Darßer Schmuggler“ mit Bezug zu einer Erzählung des Darßer Heimatdichters Johann Segebarth sowie Adaptionen von Komödien zu sehen, wie „Pension Schöller“ oder „Dat Weiße Rössl“. Inhaltlich haben die Inszenierungen jeweils Bezug zur Pommerschen Küste. Seit 2013 werden episodenbasierte Theatereigenproduktionen frei nach den Ehm-Welk-Romanen Die Heiden von Kummerow und Die Gerechten von Kummerow auf der Freilichtbühne Born aufgeführt.
Zum jährlichen Programm der Darß-Festspiele gehören auch Gastspiele und Events.
Ein weiteres Merkmal der Darß-Festspiele ist die Familienfreundlichkeit mit Angeboten wie Workshops, Mitmachaktionen und kindergerechten Aufführungen.